# مارتسل یانکوویچ
مارتسل یانکوویچ (مجاری: Jankovics Marcell؛ زادهٔ ۲۱ اکتبر ۱۹۴۱ – درگذشتهٔ ۲۹ مه ۲۰۲۱) کارگردان فیلم، فیلم‌نامه‌نویس، پویانما و برندهٔ جوایزی همچون جایزه کشوت و جایزه وینزر مک‌کی اهل مجارستان بود. از فیلم‌ها یا مجموعه‌های تلویزیونی که وی در آن‌ها نقش داشته‌است می‌توان به یانوش پهلوان اشاره نمود.